# Condado de Jewell
O Condado de Jewell é um dos 105 condados do estado americano de Kansas. A sede do condado é Mankato, e sua maior cidade é Mankato. O condado possui uma área de 2 368 km² (dos quais 14 km² estão cobertos por água), uma população de 3 791 habitantes, e uma densidade populacional de 2 hab/km² (segundo o censo nacional de 2000). O condado foi fundado em 26 de fevereiro de 1887.